# Haggajs bok
Haggaj (i tidigare översättningar Haggai) är en bok i judendomens Neviim ("profeterna") och kristendomens Gamla Testamente. Profeten Haggaj var samtida med profeten Sakarja (cirka 520 f.Kr).

## Haggajs profetiska budskap
Efter befrielsen från 70 års fångenskap i Babylon hade israeliterna återvänt till Jerusalem. Istället för att bygga upp templet koncentrerade de sig på sina egna intressen, att bygga panelade hus och skaffa sig rikedomar. På grund av deras försummelse drog Gud tillbaka sin välsignelse och gjorde bland annat så att skördarna slog fel. 
Som en reaktion på profetens budskap satte ståthållaren Serubbabel och översteprästen Jeshua igång med att bygga upp templet som hade förstörts av babylonierna år 587 f.Kr.
Budskapet är uppdelat i fyra delar, som ges kronologiskt över ett år.